# Kegeliella
Kegeliella – rodzaj roślin z rodziny storczykowatych (Orchidaceae). Obejmuje 4 gatunki. Rośliny występują w Ameryce Środkowej i Ameryce Południowej w takich krajach jak: Belize, północna Brazylia, Kolumbia, Kostaryka, Gujana Francuska, Gwatemala, południowo-zachodni Meksyk, Nikaragua, Panama, Surinam, Trynidad i Tobago, Wenezuela.

## Systematyka
Rodzaj sklasyfikowany do podplemienia Stanhopeinae w plemieniu Cymbidieae, podrodzina epidendronowe (Epidendroideae), rodzina storczykowate (Orchidaceae), rząd szparagowce (Asparagales) w obrębie roślin jednoliściennych.
Wykaz gatunków
- Kegeliella atropilosa L.O.Williams & A.H.Heller
- Kegeliella houtteana (Rchb.f.) L.O.Williams
- Kegeliella kupperi Mansf.
- Kegeliella orientalis G.Gerlach